# Gökhan Süzen
Gökhan Süzen (* 12. Juli 1987 in Düzce) ist ein türkischer Fußballspieler.

## Karriere

### Verein
Gökhan Süzen begann mit dem Vereinsfußball in der Jugend von Düzcespor und wechselte von dort aus 2004 in die Jugend von Galatasaray Istanbul. 2006 verließ sein Jugendtrainer Abdullah Avcı Galatasaray und übernahm den Zweitligisten Istanbul Büyükşehir Belediyespor. Kurze Zeit später holte er Gökhan Süzen zu seiner neuen Wirkungsstätte. Hier war Süzen erst nur Reservespieler und wurde lediglich bei Pokalspielen eingesetzt. Um ihm Spielpraxis in einer Profiliga zu ermöglichen, lieh man ihn in der Spielzeit 2007/08 an Viertligisten Alibeyköyspor aus. In der Saison 2008/09 gelang ihm dann der Durchbruch bei Istanbul Büyükşehir Belediyespor und er absolvierte 21 Pflichtspiele. Durch seine stetig guten Leistungen wurde er 2011 dann für die Nationalmannschaft nominiert.
Zur Rückrunde der Spielzeit 2012/13 wechselte er zum Istanbuler Traditionsverein Beşiktaş Istanbul. Nachdem er bei seinem neuen Verein sich keinen Stammplatz erkämpfen konnte und in der Saison 2013/14 gar nicht für die Profis zum Einsatz gekommen war, wurde er für die Saison 2014/15 an den Ligarivalen Gaziantepspor ausgeliehen.
Nachdem er die Hinrunde der Saison 2015/16 bei Beşiktaş und ohne Einsatz verbracht hatte, wechselte er zur Rückrunde zum Ligarivalen Sivasspor. Nachdem er mit seinem Verein im Sommer 2016 den Klassenerhalt verfehlt hatte, wechselte er zum Drittligisten Tokatspor. Im Januar 2017 kehrte er wieder zu seinem letzten Verein Sivasspor zurück. Zum Saisonende erreichte er mit seinem Team die Zweitligameisterschaft und damit den direkten Wiederaufstieg in die Süper Lig. Zur neuen Saison wechselte er zu Giresunspor. Etwa zwei Monate später löste er nach gegenseitigem Einvernehmen seinen Vertrag mit Giresunspor auf und wechselte zum Ligarivalen Adanaspor.
Süzen wechselte im Juni 2018 zum Ligakonkurrenten Denizlispor. Mit Denizlispor konnte er die Meisterschaft der TFF 1. Lig 2018/19 und den Aufstieg in die Süper Lig feiern. Von 2019 bis 2021 spielte er für Ümraniyespor. 2022 kehrte er zu Denizlispor zurück.

### Nationalmannschaft
Süzen wurde für das Freundschaftsspiel gegen Südkorea zum ersten Mal für die Türkische Nationalmannschaft nominiert, kam aber bei der Partie nicht zu seinem Länderspieldebüt. Etwa zwei Monate später wurde er diesmal für die zweite Auswahl der Türkei nominiert und kam zu einem Spieleinsatz.

## Erfolge
Mit Sivasspor
- Meister der TFF 1. Lig und Aufstieg in die Süper Lig: 2016/17

Mit Denizlispor
- Meister der TFF 1. Lig und Aufstieg in die Süper Lig: 2018/19